# Regeneracija
Regeneracija je potpuno funkcionalno obnavljanje nekog oštećenog tkiva.
Za razliku od reparacije ( reparatio - popraviti ) gdje se oštećeno tkivo popravlja vezivnim tkivom, pri regeneraciji se tkivo zamjenjuje istovrsnim stanicama ka npr. epitelno tkivo epitelnim ili koštano tkivo koštanim tkivom, regeneracija se događa kod lakših ozljeda ili opekotina prvog a ponekad i drugog stupnja, teže ozljede završavaju reparacijom pri kojem se određeno tkivo zamjenjuje vezivnim tkivom .. 